# John T. Edsall
John Tileston Edsall (* 3. November 1902 in Philadelphia; † 12. Juni 2002 in Boston) war ein US-amerikanischer Biochemiker und Molekularbiologe.

## Leben und Wirken
John T. Edsalls Vater David Linn Edsall (auch David Lynn Edsall, 1869–1945) war Professor für Pharmakologie und Innere Medizin an der University of Pennsylvania und später Professor für klinische Medizin am Massachusetts General Hospital und Dekan der Harvard Medical School.
Kurz vor seinem 17. Geburtstag 1919 schrieb sich John T. Edsall am Harvard College ein, wo er unter anderem  bei Lawrence Joseph Henderson Vorlesungen in Biochemie hatte. 1923 begann Edsall sein Studium der Medizin an der Harvard Medical School, unterbrach dies aber ab 1924 für zwei Jahre, um bei dem späteren Nobelpreisträger Frederick Hopkins in Cambridge, England, Kurse in Biochemie zu nehmen. Zu seinen Mitstudenten dort gehörten u. a. Joseph Needham und Malcolm Dixon, zu den weiteren Forschen in Cambridge gehörte u. a. David Keilin. Edsall unternahm in dieser Zeit Reisen mit Jeffries Wyman und Robert Oppenheimer.
Zurück in Harvard setzte Edsall seine Forschungen unter Edwin Cohn fort, dem Leiter der Abteilung für physikalische Chemie an der Medical School. Hier entwickelte Edsall ein Verfahren, um Actomyosin aus Muskelpräparaten zu isolieren und untersuchte gemeinsam mit Alexander von Muralt die optischen Eigenschaften dieses Isolates. Nach Abschluss des Medizinstudiums 1928 blieb Edsall bei Cohn, dessen Arbeitsgruppe sich mit den physikochemischen Eigenschaften von Peptiden und Aminosäuren befasste, um letztlich die Struktur von Proteinen aufzuklären. Mittels Raman-Spektroskopie konnte Edsall zeigen, dass Aminosäuren dipolare Ionen sind, da bei neutralem pH-Wert sowohl die Amino- als auch die Carboxygruppe geladen sind. 1932 wurde er Assistant Professor und 1938 Associate Professor an der Harvard University. 1940/1941 führte ihn ein Guggenheim-Stipendium an das California Institute of Technology (Caltech) in Pasadena. Kriegsbedingt verschoben sich die Interessen der Cohn-Arbeitsgruppe in Harvard zur (industriellen) Trennung und Aufreinigung von Eiweißbestandteilen des Blutplasmas: Albumin, Gammaglobuline, Prothrombin und  Fibrinogen. In Edsalls Verantwortungsbereich fielen die Entwicklung von Fibrinogen- und Fibrinogen-Polymer-Produkten, die insbesondere in der Neurochirurgie benötigt wurden. Edsall erhielt eine ordentliche Professur.
Nach dem Krieg wendete sich die Cohn-Arbeitsgruppe wieder der Protein-Grundlagenforschung zu. Edsall untersuchte mittels Debye-Scherrer-Verfahren die Dimerisierung verschiedener Eiweiße. Ephraim Katchalski und Harold Scheraga gehörten zu seinen Postdoktoranden, Alexander Rich, Gary Felsenfeld, Jared Diamond und David Eisenberg zu seinen Doktoranden. Nach dem Tod von Edwin Cohn 1953 wurde dessen Labor an der Harvard Medical School in Boston aufgelöst. Edsall wechselte 1954 in die Abteilung für Biologie an der Harvard University im benachbarten Cambridge, wo er sich mit der Enzymkinetik der α-Carboanhydrasen roter Blutkörperchen befasste. Außerdem half er, dort einen Studiengang für Biochemie aufzubauen und wurde erster Vorsitzender des Committee on Higher Degrees in Biochemistry, aus dem 1967 die eigenständige Abteilung für Biochemie und Molekularbiologie wurde.
1954 – auf dem Höhepunkt der McCarthy-Ära – war Edsall führend in der Positionierung der American Society of Biological Chemists gegen die Praxis, als „unsicher“ eingestuften Forschern die Forschungsmittel des United States Public Health Service (PHS) zu kürzen, ohne diesen Wissenschaftlern Gelegenheit zu geben, Stellung zu den jeweiligen Vorwürfen zu beziehen. Gemeinsam mit Wendell Stanley und anderen erwirkte Edsall, dass die National Academy of Sciences sich ebenfalls gegen diese Praxis stellte. Bis zur Abschaffung des Verfahrens weigerte sich Edsall, Forschungsgelder des NHS anzunehmen.
Edsall wurde 1966 „für seine prägnanten experimentellen Errungenschaften bei der Analyse der physikalisch-chemischen Grundlagen der Struktur und biologischen Aktivität von Aminosäuren, Peptiden und Proteinen […], für seine einflussreiche Führungsrolle bei der Förderung eines physikalisch-chemischen Ansatzes für biochemische Probleme und für sein Dienst an der Biochemie und der medizinischen Wissenschaft durch seinen Einsatz in den Fachgesellschaften“ mit dem Passano Award ausgezeichnet.
Edsall war Hauptherausgeber der wissenschaftlichen Fachzeitschriften Journal of Biological Chemistry (1958–1968) und Advances in Protein Chemistry (1944–1994) und gehörte zu den Herausgebern von Journal of the American Chemical Society (1948–1958) und Proceedings of the National Academy of Sciences (PNAS). Edsall schrieb wichtige Reviews über die Hydratation von Eiweißen und den hydrophoben Effekt, der eine wichtige Rolle bei der Proteinfaltung spielt. 1973 wurde Edsall emeritiert, blieb aber noch 20 Jahre lang wissenschaftlich aktiv. 1975 veröffentlichte er eine grundlegende Arbeit über die Freiheit der Wissenschaft und die damit verknüpften Fragen der Wissenschaftsethik und der Geheimhaltung von Forschungsergebnissen, die er nur in wenigen Ausnahmefällen als gerechtfertigt ansah.
John T. Edsall war seit 1929 mit Margaret Dunham († 1987) verheiratet, das Paar hatte drei Söhne.

## Auszeichnungen (Auswahl)
- 1937 Mitglied der American Academy of Arts and Sciences[1]
- 1949 Guggenheim-Stipendium[2]
- 1951 Mitglied der National Academy of Sciences
- 1955 Mitglied der American Philosophical Society[3]
- 1958 Mitglied der Leopoldina[4]
- 1966 Passano Award[5]
- 1968 Harvey Lecture
- 1972 Willard Gibbs Medal[6]
- 1988 AAAS Philip Hauge Abelson Prize

Edsall erhielt Ehrendoktorate der University of Chicago, der Case Western Reserve University, der University of Michigan, des New York Medical College und der Universität Göteborg.
Die wissenschaftliche Fachzeitschrift Biophysical Chemistry widmete Edsall ihre 100. Ausgabe als Festschrift.

## Schriften (Auswahl)
- Mit Edwin Cohn: Proteins, Amino Acids and Peptides as Ions and Dipolar Ions. 1943
- Mit Jeffries Wyman: Biophysical Chemistry Vol. 1: Thermodynamics, Electrostatics and the Biological Significance of the Properties of Matter. (1958)
- Mit Herbert Gutfreund: Biothermodynamics (1983)